# 남위 54도
남위 54도는 적도로부터 남쪽으로 54도 떨어진 위선이다. 대서양, 인도양, 태평양, 남아메리카를 지난다. 
이 위도에서의 일조시간은 하지일 때 17시간 9분, 동지일 때 7시간 22분이다.

## 지나가는 지역
남위 54도선은 본초 자오선에서 동쪽 방향으로 다음 지역들을 지나간다.
| 좌표                                                   | 국가·지역·해역                   | 비고                                                |
| ------------------------------------------------------ | -------------------------------- | --------------------------------------------------- |
| 남위 54° 0′ 동경 0° 0′  / 남위 54.000° 동경 0.000°     | 대서양                           | 노르웨이 부베섬 북쪽 통과                           |
| 남위 54° 0′ 동경 20° 0′  / 남위 54.000° 동경 20.000°   | 인도양                           | 오스트레일리아 매쿼리섬 북쪽 통과                   |
| 남위 54° 0′ 동경 147° 0′  / 남위 54.000° 동경 147.000° | 태평양                           |                                                     |
| 남위 54° 0′ 서경 73° 9′  / 남위 54.000° 서경 73.150°   | 칠레                             | 마가야네스주 - 산타이네스섬, 클라렌세섬, 아라세나섬 |
| 남위 54° 0′ 서경 71° 16′  / 남위 54.000° 서경 71.267°  | 태평양                           | 마젤란 해협                                         |
| 남위 54° 0′ 서경 70° 52′  / 남위 54.000° 서경 70.867°  | 칠레                             | 마가야네스주 도슨섬                                 |
| 남위 54° 0′ 서경 70° 20′  / 남위 54.000° 서경 70.333°  | 태평양                           | 화이트사이드 해협                                   |
| 남위 54° 0′ 서경 70° 5′  / 남위 54.000° 서경 70.083°   | 칠레                             | 마가야네스주 - 티에라델푸에고섬                     |
| 남위 54° 0′ 서경 68° 37′  / 남위 54.000° 서경 68.617°  | 아르헨티나                       | 티에라델푸에고주 - 티에라델푸에고섬                 |
| 남위 54° 0′ 서경 67° 24′  / 남위 54.000° 서경 67.400°  | 대서양                           |                                                     |
| 남위 54° 0′ 서경 38° 12′  / 남위 54.000° 서경 38.200°  | 사우스조지아 사우스샌드위치 제도 | 윌리스섬, 버드섬( 아르헨티나가 영유권 주장)         |
| 남위 54° 0′ 서경 37° 23′  / 남위 54.000° 서경 37.383°  | 대서양                           |                                                     |

## 같이 보기
- 남위 53도
- 남위 55도